# Comté de Contra Costa
Le comté de Contra Costa (en anglais : Contra Costa County) est un comté de l'État de Californie aux États-Unis. Lors du recensement de 2020, sa population s'élève à 1 165 927 habitants. Son siège est Martinez.

## Géographie
Selon le Bureau du recensement des États-Unis, le comté a une superficie totale de 2,078 km². 1,865 km² de terre et 213 km² (10,25 % du total) d'eau. Il est bordé au sud et à l'ouest par le comté d'Alameda, au nord-est par la baie de San Francisco, au nord par les baies de San Pablo et Suisun et à l'est par la San Joaquin River. Le comté est traversé par plusieurs failles tectoniques. Le mont Diablo et les Oakland-Berkeley Hills sont ses reliefs les plus importants.

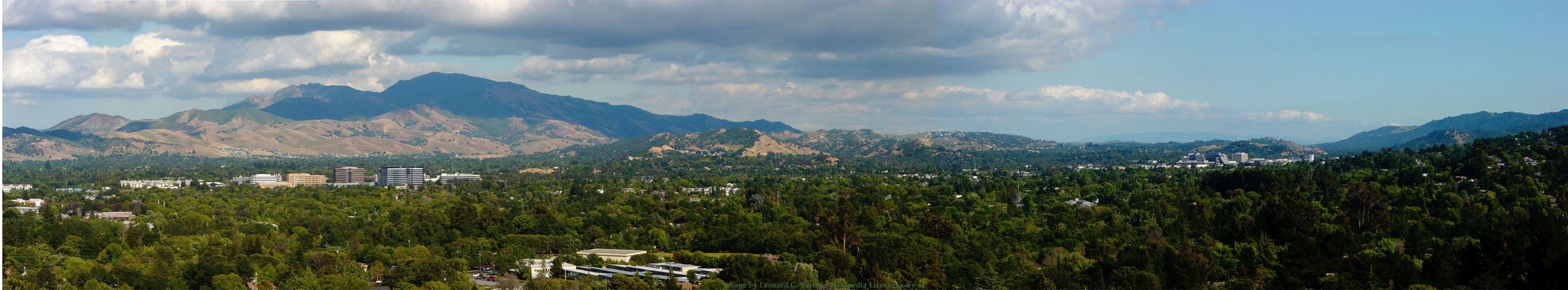
Paysage du centre du comté.

### Autoroutes principales
- Interstate 80
- Interstate 580
- Interstate 680
- California State Route 4
- California State Route 24

## Démographie
| 1860  | 1870  | 1880   | 1890   | 1900   | 1910   |
| ----- | ----- | ------ | ------ | ------ | ------ |
| 5 328 | 8 461 | 12 525 | 13 515 | 18 046 | 31 674 |

| 1920   | 1930   | 1940    | 1950    | 1960    | 1970    |
| ------ | ------ | ------- | ------- | ------- | ------- |
| 53 889 | 78 608 | 100 450 | 298 984 | 409 030 | 558 389 |

| 1980    | 1990    | 2000    | 2010      | 2020      | - |
| ------- | ------- | ------- | --------- | --------- | - |
| 656 380 | 803 732 | 948 816 | 1 049 025 | 1 165 927 | - |

## Politique
Le comté de Contra Costa est devenu une forteresse du Parti démocrate.
| Année | Républicains   | Démocrates    |
| ----- | -------------- | ------------- |
| 2004  | 36,5 % 150,608 | 62.3% 257,254 |
| 2000  | 37.1% 141,373  | 58.8% 224,338 |
| 1996  | 35.2% 123,954  | 55.7% 196,512 |
| 1992  | 29.5% 112,965  | 50.9% 194,960 |
| 1988  | 47.9% 158,652  | 51.1% 169,411 |
| 1984  | 54.5% 172,331  | 44.6% 140,994 |
| 1980  | 50.1% 144,112  | 37.3% 107,398 |
| 1976  | 49.3% 126,598  | 48.2% 123,742 |
| 1972  | 54.1% 139,044  | 43.5% 111,718 |
| 1968  | 44,5 % 97,486  | 46.4% 101,668 |
| 1964  | 36.5% 65,011   | 63.4% 113,071 |
| 1960  | 46.8% 82,922   | 52.9% 93,622  |

## Villesetlieux

### Région ouest
- Bayview
- Crockett
- East Richmond Heights
- El Cerrito
- El Sobrante
- Hercules
- Kensington
- North Richmond
- Pinole
- Port Costa
- Richmond
- Rodeo
- Rollingwood
- San Pablo
- Tara Hills

### Région centrale
- Alamo
- Blackhawk
- Canyon
- Clayton
- Clyde
- Concord
- Danville
- Diablo
- Lafayette
- Martinez
- Moraga
- Mountain View
- Orinda
- Pacheco
- Pleasant Hill
- San Ramon
- Vine Hill
- Waldon
- Walnut Creek

### Région est
- Antioch
- Bay Point
- Bethel Island
- Brentwood
- Byron
- Discovery Bay
- Knightsen
- Oakley
- Pittsburg